# Squirrel Bait
Squirrel Bait (с англ. — «Приманка для белки») — американская панк-рок-группа из Луисвилла, штат Кентукки, существовавшая с 1983 по 1988 год. Плотное, мелодичное, хардкор-звучание Squirrel Bait с ярко выраженными сменами темпа предвосхитило гранж конца 1980-х и мат-рок. Squirrel Bait, наряду с Hüsker Dü, часто называют предшественниками эмокора («эмоционального хардкора»), зародившегося на вашингтонской хардкор-панк-сцене благодаря таким группам, как Rites of Spring, Beefeater и Fugazi.
Squirrel Bait ознаменовали второе пришествие американского панка — группы младших братьев и сестёр, выросших на Black Flag и Hüsker Dü, без прохождения подготовительного курса в Supertramp. ... Как и сотням других небольших групп по всей стране, Squirrel Bait удалось записать пару пластинок, прежде чем они разделились и сформировали еще пять групп. В отличие от большинства представителей панк-рок-тусовки, участники Squirrel Bait разобрались со своим наследием и создали нечто любопытное и значимое.

## История
Группа начиналась как хардкор-панк-трио школьных друзей, изначально известное как Squirrelbait Youth. В состав группы входили Дэвид Граббс (гитара и вокал), Кларк Джонсон (бас-гитара) и Рич Шулер (ударные). Они записали первую демо-запись группы в августе 1983 года. К тому времени, как Squirrel Bait записали свою вторую демо-запись в 1984 году, Питер Сирси взял на себя вокал, а Бритт Уолфорд играл на ударных. Три песни из этого демо-альбома позже вошли в виниловые издания группы.
Уолфорд ушёл, и его заменил Бен Дотри на ударных, а Брайан Макмахан присоединился к группе на второй гитаре. Группа продолжила выступать на местном уровне и гастролировала по близлежащим городам, где выступала на разогреве у Hüsker Dü и чикагских групп Naked Raygun и Big Black, которые порекомендовали Squirrel Bait своему лейблу Homestead Records. На лейбле Homestead Squirrel Bait выпустили одноимённый мини-альбом в 1985 году, сингл в 1986 году и альбом в 1987 году, которые впоследствии были объединены на одном CD.
В разгар успеха молодой группы Граббс и Джонсон уехали учиться в колледж, и творческие разногласия привели к расколу группы на «спортсменов и ботанов». Эти разногласия в конечном итоге привели к распаду группы в 1988 году.
Граббс впоследствии был участником Bitch Magnet, Bastro, Gastr del Sol и Red Krayola и выпустил ряд сольных проектов. Дотри играл с The Lemonheads, а затем с Love Jones. Макмахан воссоединился с оригинальным барабанщиком Squirrel Bait Бриттом Уолфордом, чтобы сформировать Slint, и оба также появились на первом сингле King Kong. Макмахан также сформировал The For Carnation и играл с Palace Music. Уолфорд позже играл в Evergreen и The Breeders (как Shannon Doughton). Джонсон играл в Bastro с Граббсом, но затем решил не делать музыкальную карьеру, выбрав вместо этого карьеру адвоката в Луисвилле. Сирси играл с Big Wheel и Starbilly, прежде чем начать сольную карьеру.
В 1997 году Граббс переиздал виниловые релизы Squirrel Bait на лейбле Dexter's Cigar, импринте лейбла Drag City. Демо-записи и концертные выступления группы вновь появились в интернете.

## Характеристики
Стиль
Музыку Squirrel Bait характеризуют как «неистовую и мелодичную», сравнивая с Hüsker Dü и «более трэшевой стороной The Replacements». Стив Хьюи из AllMusic отмечал: «Их чувствительность часто была совместима с зарождающимся коллективом Dischord, но при этом они также были обязаны хеви-металу, а их музыкальные навыки предвещали мощный прог-панк, который впоследствии стал одним из направлений эмо-движения».

## Наследие
По словам Стива Хьюи из AllMusic: «Культовые Squirrel Bait постоянно недооцениваются с точки зрения их влияния на постхардкор и альтернативный рок. Во многом это связано с их, к сожалению, скудным наследием записей: два альбома, оба продолжительностью менее получаса, оба доступны лишь эпизодически. Их известности, безусловно, не способствовало ни отсутствие оживлённой музыкальной сцены в их родном Луисвилле, штат Кентукки, в то время (хотя они и помогли её создать), ни юность участников группы, которые были старшеклассниками, что затрудняло гастроли и поступление в колледж».

## Дискография
Альбомы
- Skag Heaven (1987) – Homestead Records

Демо-записи
- First demo (1983, self-released cassette)
- Second demo (1984, self-released cassette)

Мини-альбомы
- Squirrel Bait (1985) – Homestead Records

Синглы
- Kid Dynamite 7" (1986) – Homestead
- Motorola Cloudburst 7" (1987) – The Pope Fanzine